# Мальвинас-Архентинас (Кордова)
Мальвинас-Архентинас (исп. Malvinas Argentinas) — город и муниципалитет в департаменте Колон провинции Кордова (Аргентина).

## История
Город развился из посёлка при железнодорожной станции; распродажа земельных участков под жилищное строительство началась в 1923 году.
Изначально город назывался точно так же, как и железнодорожная станция: «Парахе км 711». В 1953 году он был переименован в Мальвинас-Архентинас.